# عكبر ألبي
عكبر ألبي (الاسم العلمي: Microtus multiplex) (بالإنجليزية: Alpine Pine Vole)‏ هو نوع من الحيوانات يتبع جنس العكبر من الفصيلة القدادية. عُثر عليه في أستراليا، فرنسا، إيطاليا، صربيا وكذلك في سويسرا.